# Strumenti (album)
Strumenti è il secondo album in studio del gruppo musicale italiano Neri per Caso, pubblicato nel 1996 dalla Easy Records Italia.
Il brano Mai più sola è stato presentato al Festival di Sanremo, dove si è classificato in quinta posizione.

## Tracce
1. W il bianco w il nero
2. Formula chimica
3. Mai più sola
4. Anna sul calendario
5. 'A città 'e Pulecenella
6. La segreteria
7. Appena un po' a est
8. Improvvisando
9. Gary Lou
10. Perché di notte

## Formazione
- Ciro Caravano - voce, cori
- Gonzalo Caravano - voce, cori
- Diego Caravano - voce, cori
- Mimì Caravano - voce, cori
- Mario Crescenzo - voce, cori
- Massimo de Divitiis - voce, cori